# Рдзава
Рдзава (пол. Rdzawa) — село в Польщі, у гміні Тшцяна Бохенського повіту Малопольського воєводства.
Населення — 238 осіб (2011).
У 1975-1998 роках село належало до Тарновського воєводства.

## Демографія
Демографічна структура станом на 31 березня 2011 року:
|          | Загалом | Допрацездатний вік | Працездатний вік | Постпрацездатний вік |
| -------- | ------- | ------------------ | ---------------- | -------------------- |
| Чоловіки | 111     | 28                 | 77               | 6                    |
| Жінки    | 127     | 29                 | 73               | 25                   |
| Разом    | 238     | 57                 | 150              | 31                   |

## Відомі люди
- Євген Весоловський — польський архітектор.